# 1933年外滩群岛飓风
1933年外滩群岛飓风（英語：1933 Outer Banks hurricane）于9月8日在小安的列斯群岛以东形成，是1933年大西洋飓风季第十二场热带风暴和第六场飓风，在另一场飓风过去不到一个月后袭击北卡罗莱纳州和弗吉尼亚州的同一区域。气旋成型后总体朝西北偏北移动，经过快速强化，于9月12日达到风力时速220公里的最高强度，在现代萨菲尔-辛普森飓风等级下已属四级标准，是该季第四场大型飓风。此后几天里，风暴在朝西北方向前进期间强度基本保持不变，接下来再在逼近美国东南部期间减弱，于9月16日以风力时速160公里强度从北卡罗莱纳州哈特拉斯角以东近海掠过。气旋转向东北，于9月18日转变成温带气旋，然后穿越加拿大大西洋省份，最终在四天后逐渐消散。
面对飓风威胁，美国东岸大范围地区收到热带气旋警告，部分人员撤离。北卡罗莱纳州克雷文县新伯尔尼的灾情最为严重，高涨的潮水和暴涨的河流共同影响，导致大部分城区被淹。气旋导致北卡罗莱纳州多地停电，另有庄稼受损，道路被洪水冲毁。该州还有大量房屋受损，导致约1000人流离失所。估计该州的估计总额达450万美元，另有21人丧生，其中大部分是溺毙。飓风强度风力一直延伸到弗吉尼亚州东南部，该州有两人遇难。高涨的海潮致使诺福克附近灯塔同外界交通中断，还有多条道路被淹。更北面的缅因州有两人随所乘小舟一起失踪，新斯科舍也有一艘船沉没，船上一人估计已经死亡。

## 气象历史
小安的列斯群岛附近及东侧从9月7日开始有扰动天气区存在，并且已经形成接近闭合的环流。协调世界时次日上午8点，有船只测得时速约55公里大风，气象机构据此估计热带低气压是在八小时前发展形成，8点时再增强成热带风暴。气旋总体向西北偏北移动，从圣马丁岛东北方向约480公里洋面经过。根据接下来的报告，气象部门估计风暴于9月10日强化成飓风。9月12日清晨，有船只在风暴边缘测得947毫巴（百帕，28英寸汞柱）气压和每小时110公里风速，表明飓风的最大持续风速达到每小时220公里，在现代萨菲尔-辛普森飓风等级下已属四级飓风标准。
飓风接下来两天向西北方向移动并保持在最高强度，这段时间有多艘船只测得狂风和较低气压。风暴转向西北偏北逼近美国东部并开始减弱，风眼于9月16日上午11点从北卡罗莱纳州哈特拉斯角（Cape Hatteras）上空经过，所测气压为957毫巴（百帕，28.3英寸汞柱）。风眼还经过钻石浅滩（Diamond Shoals），当地测得952毫巴（百帕，28.1英寸汞柱）气压。气象机构据此估计飓风是在外滩群岛以东约25公里近海经过，沿海地区风速约为每小时160公里。此时风暴的规模已有大模扩张，弗吉尼亚州东南部风速都达到飓风强度。气旋转向东北，位于逐渐逼近的冷锋前方，在美国东部至新英格兰产生热带风暴强度大风。从鳕鱼角东南方向经过后，飓风加速失去热带天气系统特征，于9月18日上午11点转变成温带气旋并登陆新斯科舍东部。风暴继续向东北移动，穿越圣罗伦斯湾后又经过纽芬兰与拉布拉多附近，最终于9月22日在格凌兰岛南部和冰岛间逐渐消散。

## 防灾措施和影响

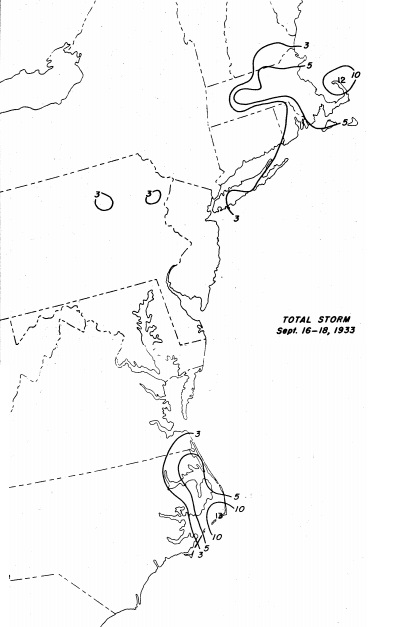
飓风在美国东部的降水分布

飓风逼近南、北卡罗莱纳州期间，美国国家气象局于9月14日晚21点向佛罗里达州杰克逊维尔至北卡罗莱纳州加特利县博福特（Beaufort）发布风暴警告。六小时后，警告生效范围向北延伸到弗吉尼亚海角。到了9月15日下午15点30分，气象机构预测风暴会在12小时内吹袭北卡罗莱纳州，因此向该州威尔明顿至哈特拉斯角发布飓风警告。与此同时，风暴警告生效范围也向北扩展至波士顿，之后又延伸到缅因州东港。由于警告发布及时，诺福克有充足时间做好防灾准备，因此遭受的破坏程度大幅减轻。弗吉尼亚州部分居民向内陆转移，暂避气旋锋芒。
飓风的外围雨带降下中到大雨，其中哈特拉斯角降雨量最高，达320毫米。风暴始终位于海上没有登陆，所以破坏程度远小于不到一个月前来袭的另一场飓风。克雷文县新伯尔尼（New Bern）灾情最重，风暴潮有0.9至1.2米高，比1913年所创纪录还高0.6米。高涨的潮水和暴涨的河流共同影响，导致大部分城区被淹。城内狂风将大量树木连根拔起，还令部分屋顶受损。加特利县的莫尔黑德城（Morehead City）遭受的破坏类似，但程度不及，有数以百计的树木倒塌；博福特（Beaufort）居民认为这是他们经历过破坏最严重的风暴。北卡罗莱纳州多地的电话和电报线路中断，多条道路被洪水冲毁，农业遭受中等程度破坏，部分棉花作物被淹，成百上千的牲畜溺亡。全州共有21人丧生，其中大部分是溺毙，损失总额估计为450万美元，约有1000人无家可归。风暴过去后，救灾机构向灾民提供食品和医疗救助。
弗吉尼亚州东南部的风速达到每小时128公里诺福克的休厄尔角（Sewell's Point）海潮涨至2.5米，致使半岛上的康弗特新角灯塔变成孤岛。多条道路被淹，导致交通受阻，居民被迫乘船出行。约有两千人失去供电，但由于灾前防范工作有力，全州只有两人遇难。弗吉尼亚州的损失总额估计为25万美元。亨利角（Cape Henry）以北地区所受影响很小，大西洋城测得每小时77公里风速，布洛克岛（Block Island）的风力时速达到84公里。特拉华湾有一艘船需要外界救援。风暴的西侧边缘同逐渐逼近的冷锋共同影响，在经过普罗威斯顿期间降下310毫米雨量。新英格兰部分海滨物业因大浪受损。布洛克岛有两艘船受损，另外一艘沉没。缅因州有部分地下室被淹，道路也遭到破坏。布斯贝港（Boothbay Harbor）有两人在风暴期间搭乘小艇外出后失踪。
气旋吹袭加拿大时风速依然强劲，将一艘船吹到岸上，船上三人失踪，另有一艘船倾覆。新斯科舍洛克波特（Lockeport）有一艘船沉没，船上一人推定已经遇害。风暴产生暴雨，其中雅茅斯（Yarmouth）降下27毫米雨量，新不伦瑞克的盖奇敦（Gagetown）在15小时内降下75毫米雨量，导致部分道路被淹，庄稼受损。新不伦瑞克的哈维站（Harvey Station）有22米长的铁轨被洪水冲走。